# Aktion Sühnezeichen Friedensdienste

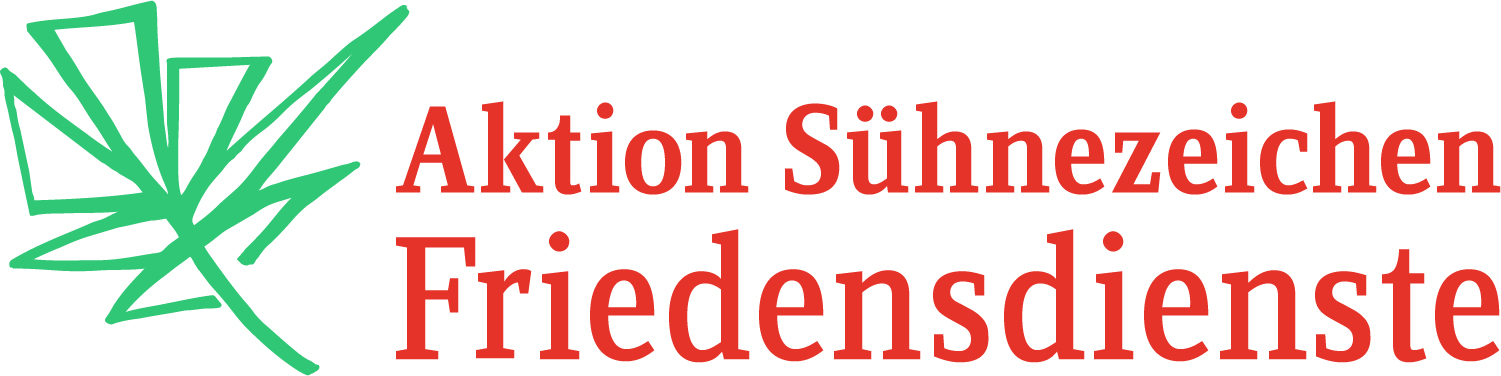
Logo organizace

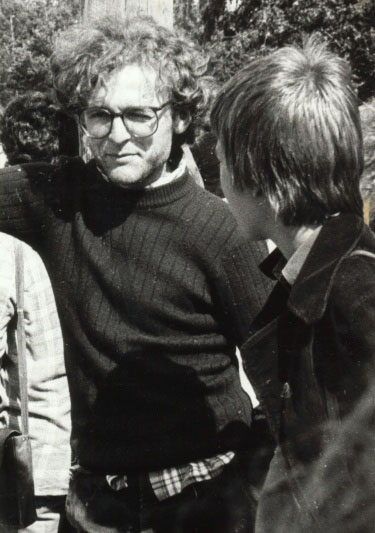
Andreas Maislinger během účasti na "Aktion Sühnezeichen Friedensdienste" - Polsko, 1981.

Aktion Sühnezeichen Friedensdienste („Akce smíření pro mír“; ASF, nebo jen „Akce smíření“, anglicky Action Reconciliation/Service For Peace; ARSP) je německá organizace mírového hnutí.
Akce smíření pro mír byla založena v roce 1958 na synodě Německé evangelické církve (německy Deutsche Evangelische Kirche; DEK) s velkou účastí svého zakladatele Lothara Kreyssiga. Organizuje mezinárodní programy dobrovolníků a workcampy v západní a východní Evropě.

## Cíle
"V povědomí, že důsledky národního socialismu jsou stále přítomny a mohou být překonány pouze prostřednictvím intenzivního dialogu, se zasazuje akce smíření pro mír (ASF) pro porozumění mezi generacemi, kulturami, náboženstvími a národy. Zakořeněný v křesťanské víře se snaží ASF spolupracovat se všemi, kteří bojují o klidnější a spravedlivější svět." webové stránky ASF

## Výňatky z ustanovení organizace ASF
§ 2 Účel a provoz
1. Sdružení je organizace, která má pokračovat s usmířením mezi ohroženými národy a skupinami lidí, kteří byli napadeni bývalým nacistickým Německem.
2. Realizuje své úkoly přes:
a) krátkodobé a dlouhodobé dobrovolné služby;
b) semináře a další vzdělávací příležitosti;
c) podporu vědeckých výzkumných projektů, které se specializují na téma mír a usmíření;
d) pomoc obětem tyranie;
e) úsilí o spolupráci všech, kteří mají stejné cíle;
f) informování veřejnosti o cílech, které realizuje sdružení.

## Historie organizace smíření pro mír

### Předchozí historie
Vzniku Akce smíření pro mír (ASF) předcházelo selhání evangelické církve v Německu během doby nacismu a odbojové hnutí proti nacistickému režimu v rámci této církve. Lothar Kreyssig, zakladatel Akce smíření pro mír, patřil k rozhodujícím postavám tohoto hnutí odporu uvnitř církve. S podporou některých stejně smýšlejících odvážných lidí jako byli teolog Martin Niemöller, pozdější prezident Gustav Heinemann, a později i teolog Franz von Hammerstein, se zaměřil v poválečném období na selhání evangelické církve a vyzýval k pokání a obrácení.

### Výzva založení akce smíření pro mír
Lothar Kreyssig se poprvé snažil najít podporovatele pro Akci smíření pro mír na setkání evangelíků (Deutscher Evangelischer Kirchentag) v Lipsku v roce 1954. Nedočkal se ale moc podpory. "Skutečnost, že něco je správné a nezbytné není dost pro realizaci v prostoru a čase. Hodina pro to, musí být zde", napsal později v jeho nezveřejněné autobiografii. Od 26-30. dubna 1958 zasedávala německá evangelická církev střídavě v Spandau (západní Berlín) a ve Weißensee (východní Berlín). V této době byly synody spolkové německé republiky a NDR ještě spolu. 1958 bylo kontroverzně diskutováno o vojenské poradenské smlouvě a případném jaderném vyzbrojení Bundeswehru. V této neklidné atmosféře vyvolal Lothar Kreyßig v posledním jednacím dnu synody založení akce smíření pro mír. Mnoho synod podepsalo výzvu, hned tento večer.
Tato výzva přiznala nejen vinu, ale také požadovala konkrétní důsledky. Nefungovalo to tak, že akce smíření pro mír nabízela pomoc, ale požadovala o možnost pomoci. Tento unikátní postoj v církevních dějinách byl odmítnut a byl všechno jiné než nápad pro smíření.
Akce smíření pro mír byla původně založena jako celoněmecká organizace; s rozdělením Německa nebylo možné dále spolupracovat. Tak se vyvinuli v obou německých státech dvě organizace se společným cílem, ale různými prioritami v praktické činnosti.

### ASF v západním Německu
Práce západoněmecké ASF začala v roce 1959 v Nizozemsku a Norsku v podobě stavebních projektů. Brzy následovaly další projekty v jiných zemích. Dobrovolníci pomáhali například při výstavbě synagogy v Villeurbanne a kostela v Taizé ve Francii, při zřízení mateřské školy v Skopje/Jugoslávie, při instalaci zavlažovacího systému na Krétě a výstavbě mezinárodního setkávacího místa ve zničené katedrále v Coventry/Velká Británie. Práce v Izraeli začala v roce 1961 po ukončení procesu s Adolfem Eichmannem. Od poloviny roku 1960 se pomalu změnila oblast činnosti dobrovolníků. Ubývalo stavebních projektů, zato přibývalo mnoho projektu v oblasti restaurování památek, práce se starými lidmi a sociální práce. S rostoucí vzdáleností ke druhé světové válce byly v roce 1980 etablováni další projekty v oblasti práci s menšinovými skupinami. V září 1985 zveřejnila ASF společně s AGDF na 21. kongresu německé evangelické církve v Düsseldorfu pět düsseldorfských mírových tvrzení proti vojenskému odstrašení, spravedlivějšímu rozdělení bohatství ve světě, pro odmítnutí vojenské služby a proti násilí.

### ASZ ve východním Německu
Východoněmecká akce smíření pro mír (ASZ) nebyla schopná vysílat po roce 1961 dobrovolníky na projekty do západní Evropě kvůli stavbě berlínské zdi. Vzhledem k tomu, že se NDR charakterizovala jako "anti-fašistický stát" a nezodpovídala za důsledky německého fašismu, projekty ASZ byly na začátku omezeny pouze na území NDR, především v církvi. V letech 1965 a 1966 bylo umožněno dobrovolnickým skupinám spolupracovat s katolickým pastoračním úřadem Magdeburg do Osvětimi, Majdanku, Stutthofenu, Großrosenu a Wroclawi. V roce 1967 a 1968 se nepodařily další výlety na památné místa v Polsku a Československu, i přes pozvání na státní vízum. Teprve po zavedení bezvízového volného cestování v roce 1972 mezi NDR, Polskem a Československem, byli mladí lidé s Německa, Polska a Československa schopni navštívit své přátele na letních táborech v Polsku a misí v NDR. V roce 1979 pracovala poprvé skupina v Buchenwaldu. Tímto způsobem se konala část letního tábora mimo církve. Od roku 1981 byl rozšířen počet letních táborů v těchto oblastech , jako například v Buchenwaldu, Sachsenhausenu, Ravensbrücku a Nordhausen-Dorau. Skupiny akce smíření pro mír byli zapojeni od této doby do zachování a obnovení židovských hřbitovů v téměř každé oblasti NDR. V letech 1962 až 1992 se zúčastnilo přes 12 000 dobrovolníků na letních táborech od ASZ.

### Znovusjednocení do dnes
Po sjednocení se opět spojily obě německé organizace. Přitom zůstaly dva různé druhy dobrovolnických služeb : dlouhodobá dobrovolnická služba od ASF a krátkodobá dobrovolnická služba s letním táborem od ASZ. Od konce 1990 zvyšuje ASF počet projektů, s cílem reagovat na měnící se požadavky a nové příležitosti, jako je Evropská dobrovolná služba.

## Aktuální aktivity služby akce smíření pro mír

### Dlouhodobé dobrovolné služby
ASF vysílá v současné době každý rok asi 180 žen a mužů do zemí, kteří trpěli obzvlášť pod nacistickým režimem: Belgie, Francie, Velká Británie, Izrael, Nizozemsko, Norsko, Polsko, Rusko, Česká republika, Ukrajina, USA a Bělorusko. Dobrovolníci jsou většinou mladí lidé ve věku 18 a 27 let. Odpůrci vojny mohou v rámci tohoto programu odsloužit svou civilní službu jako alternativní službu v zahraničí. V mnoha případech je tato služba uznána jako Evropská dobrovolná služba nebo dobrovolný sociální rok. Dobrovolníci podporují a pomáhají přeživším holocaustu a jejich potomkům, spolupracují na památných místech, pečuji se o starší lidi, osoby se zdravotním postižením, o znevýhodněné skupiny a uprchlíky a jsou zapojeni do projektů měst a anti rasistických iniciativ.

#### Projektové země

##### Belgie
Práce v Belgii začala v roce 1964 s rekonstrukcí azylového domu pro mladé lidi. Do Belgie vysílá ASF v současné době 11 dobrovolníků. Jsou zapojeni například v německé námořnické mise v Antverpách, zařízení pro osoby se zdravotním postižením, jako například projekt "De Ark" v Bruggách, ve stanici pro sociální pomoc a pomoc uprchlíkům, v práci s mládeží a projekty pro historické a politické vzdělávání jako v židovském muzeu v Belgii. Od roku 2004 má ASF v Belgii vlastní kancelář, aby mohla podporovat dobrovolníky v Belgii.

##### Francie
Ve Francii působí ASF od roku 1960. První projekty zahrnovaly podporu při stavbě kostela smíření v Taizé a synagogy v Lyonu. Do Francie vysílá ASF v současné době 18 dobrovolníků. Pracují zde například v otevřené spolupráci se seniory a jejich pozůstalými rodinami, které přežili holocaust a s osobami bez domova anebo zdravotním postižením.

##### Velká Británie
Od roku 1961 pracuje ASF ve Velké Británii. V ruinách katedrály v Coventry bylo postaveno dobrovolníky mezinárodní zasedací místo. Od roku 2001 běží takzvaný "Trilaterální program“, kde spolupracují dobrovolníci z Velké Británie, Německa a Polska. Do Velké Británie vysílá ASF v současné době 12 dobrovolníků, kteří pracuji například v "Anne Frank Trust“ v Londýně, anebo v „Roma Support Group“ v Londýně.

##### Izrael
Práce ASF v Izraeli začala v roce 1961. První dobrovolníci přispěli při stavebních pracích nebo pracovali v kibbucech. Dnes vysílá ASF každoročně 30 dobrovolníků do Izraele, kteří pracují v různých projektech se sociálně znevýhodněnými a staršími lidmi. Mnoho dobrovolníků pracuje v historických a politických vzdělávacích centrech. Zvláště pozoruhodná je práce v národním památném místě Yad Vashem v Jeruzalémě. Zvláštnost práce v Izraeli jsou projekty porozumění mezi židovskými a arabskými občany, jako je Haifa. V Jeruzalémě se nachází mezinárodní konferenční centrum Beit Ben Yehuda (BBY) s izraelským úřadem ASF a místnosti pro semináře.

##### Nizozemsko
Práce začaly v roce 1959 se zřízením fríského bytového komplexu. Do Nizozemska vysilá ASF 17 dobrovolníků. Pracují zde v historických a politických vzdělávacích centrech jako je například "Židovské historické muzeum“ v Amsterdamu anebo v „Anne Frank Stiftung".

##### Norsko
Práce v Norsku začala v roce 1959 se stavbou domova pro osoby se zdravotním postižením a výstavbou kostela. V současné době je v Norsku 14 dobrovolníků, kteří pracuji s lidmi se zdravotním postižením.

##### Polsko
V současné době pracuje 16 dobrovolníků v Polsku. Často pracují s kluby pro bývalé vězně koncentračních táborů a také pro centrum mezinárodního setkání mládeže v Osvětimi a na památních místech jako je Stutthof nedaleko Gdaňsku anebo Majdanku v blízkosti Lubliny.

##### Rusko
Vzhledem k politické situaci cestovali dobrovolníci až po roce 1990 do Moskvy a Petrohradu. Pracují zde v domově pro osoby se zdravotním postižením a v nemocnici pro veterány "Velké vlastenecké války". Další partneřy projektu jsou například ruské výzkumné a vzdělávací centrum "Holocaust" a ruská skupina lidských práv Memorial, která působí v Moskvě, Petrohradu a Permu. V Rusku pracuje 10 dobrovolníků ASF.

##### Česká republika
V roce 1993 směla ASF poprvé vyslat dobrovolníky do Prahy do židovské komunity. K dispozici je 15 míst, například na památném místě Terezín a další sociální zařízení ve městech Brno, Budějovice, Olomouc, Ostrava a Praha. Dobrovolníci také spolupracují s Charitou a Diakonia.

##### Ukrajina
Hlavní oblast práce na Ukrajině je podpora bývalých nuceně nasazených.

##### USA
V USA je 24 dobrovolných míst. Až do 80. let se skládala práce se sociálně znevýhodněnými lidmi. Dnes je také možná práce s přežilými Holocaustu. Další projektové místa jsou v United States Holocaust Memorial Museum ve Washingtonu DC a American Jewish Committee v New Yorku a Washingtonu.

##### Bělorusko
Čtyři dobrovolníci jsou v současné době v Bělorusku. Práce v Bělorusku je obtížná, protože je omezena vládou.

### Mezinárodní Německý program
Od roku 1996 nastupuje každoročně na žádost partnerských organizací 15-20 dobrovolníků ze Spojených států, východní Evropy, Izraele a jiných zemí mírovou službu v Německu.

### Krátkodobé dobrovolné služby
Na 25 letních táborech v Německu i zahraničí se zúčastnuje každý rok kolem 300 lidí, kteří společně žijí a pracují. Všechny letní tábory jsou provozovány dobrovolníky. Často se jedná o bývalé dlouhodobé dobrovolníky, kteří se chtějí podělit o své zkušenosti s mírovou službou. Ve dvou až třech týdnech udržují dobrovolnícy například židovské hřbitovy a památná místa, pracují se sociálními organizacemi a zúčastnijou se na interkulturních projektech. Také výměnuji své názory o současné a historické témata.

### Střední dobrovolná služba
V Izraeli se konají několik let střední dobrovolné služby. Trvají tři až šest měsíců. Lidé ze všech věkových kategorií se mohou zúčastnit. Mnoho senioru využívá tuto službu. Předtím se koná tří denní přípravný seminář.

### Dobrovolnictví
Mnoho absolventů působí dále v ASF. Někteří z nich také přispívají k propagaci a vzdělávání a zaměstnanosti.

### Veřejné práce
ASF vydává čtvrtletní časopis „Zeichen“, který informuje o práci dobrovolníků a partnerů projektu, a je pokaždé zaměřen na konkrétní téma. Navíc hovoří ASF o aktuálních politických tématech. ASF se postavuje proti antisemitismu a rasismu a silně hájí odškodnění obětem nacismu, mezináboženské a mezikulturní dialogy a spravedlivý mír.

### Vzdělávání
ASF chce povzbudit veřejnost s událostmi, workshopy, semináři a konferencemi na téma památná politika, národní identita a náboženský dialog.
ASF významně přispívá práci k:
- Mezinárodnímu setkání mládeže (IJBS)/Międzynarodowy Dom Spotkań Młodzieży (MDSM) v Osvětimi
- Beit Ben Yehuda - Dům Pax v Jeruzalémě
- Mezinárodní komunitnímu centru Foyer Le Pont v Paříži

## Ocenění
- Buber-Rosenzweigova medaile 1993
- Cena Mariony Samuelové 2001
- Cena Hanse Ehrenberga 2006

## Členství
- v „Aktionsgemeinschaft Dienst für den Frieden“ (AGDF)
- v USA: Council of Religious Volunteer Agencies (CRVA)

## Známí bývalý dobrovolníci ASF
- Andreas Maislinger, politolog a zakladatel rakouské služby na památku holokaustu
- Joachim Schlör, kulturní výzkumník z University Southampton